# Wouter Olde Heuvel
Wouter Olde Heuvel (ur. 18 sierpnia 1986 w Losser) – holenderski łyżwiarz szybki, trzykrotny medalista mistrzostw świata.

## Kariera
Pierwsze sukcesy w karierze osiągnął w 2005 roku, kiedy zdobył dwa medale podczas mistrzostw świata juniorów w Seinäjoki. W wieloboju zajął drugie miejsce za swym rodakiem, Svenem Kramerem, a wspólnie z kolegami z reprezentacji zwyciężył w biegu drużynowym. Takie same wyniki uzyskał na rozgrywanych rok później mistrzostwach świata juniorów w Erfurcie. Wśród seniorów pierwsze medale wywalczył podczas dystansowych mistrzostw świata w Nagano w 2008 roku. W biegu na 5000 m był drugi, rozdzielając Svena Kramera i Włocha Enrico Fabrisa. Ponadto wspólnie z Kramerem i Erbenem Wennemarsem zwyciężył w biegu drużynowym. Drużyna holenderska w składzie Kramer, Olde Heuvel i Carl Verheijen zwyciężyła także na mistrzostwach świata w Richmond w 2009 roku. W tym samym roku Olde Heuvel zdobył brązowy medal podczas wielobojowych mistrzostwach Europy w Heerenveen, ustępując tylko z Kramerowi i Håvardowi Bøkko z Norwegii. Miesiąc później był też czwarty na wielobojowych mistrzostwach świata w Hamar, gdzie w walce o medal lepszy był Enrico Fabris. Kilkukrotnie stawał na podium indywidualnych zawodów Pucharu Świata, odnosząc jedno zwycięstwo: 25 listopada 2011 roku w Astanie wygrał bieg na 1500 m. Najlepsze wyniki osiągnął w sezonie 2007/2008, kiedy był piąty w klasyfikacji końcowej 5000/10 000 m. Nigdy nie wystąpił na igrzyskach olimpijskich.
Jego brat, Remco Olde Heuvel, również był panczenistą.